# シルヴィオ・マリッチ
シルヴィオ・マリッチ（Silvio Marić、1975年3月20日 - ）は、クロアチアの元サッカー選手。元クロアチア代表。ポジションはミッドフィールダー。

## 来歴
1997年にクロアチア代表デビュー。翌年の1998 FIFAワールドカップでは4試合に出場、3位となった。2002年までに19試合に出場、1得点をあげた。

## 代表歴

### 出場大会
- クロアチア代表
  - 1998 FIFAワールドカップ

### 試合数
- 国際Aマッチ 19試合 1得点（1997年-2002年）[1]

| クロアチア代表 | 国際Aマッチ | 国際Aマッチ |
| 年             | 出場        | 得点        |
| -------------- | ----------- | ----------- |
| 1997           | 3           | 1           |
| 1998           | 11          | 0           |
| 1999           | 2           | 0           |
| 2000           | 0           | 0           |
| 2001           | 0           | 0           |
| 2002           | 3           | 0           |
| 通算           | 19          | 1           |